# Philippe Maté
Philippe Maté (* 1939; † 18. November 2002) war ein französischer Jazzmusiker, der hauptsächlich am Altsaxophon und als Komponist hervorgetreten ist.

## Wirken
Maté arbeitete als Studiomusiker für Claude François und gehörte in den frühen 1960er Jahren auch zur Rockgruppe Les Gamblers, die mit Olivier Despax auftraten und für Barclay Records aufnahmen. Zwischen 1964 und 1980 gehörte er zum Orchester Jean-Claude Petit, um dann als musikalischer Leiter für Nino Ferrer tätig zu sein.
Daneben erkundete er mit dem Acting Trio die Neue Improvisationsmusik. In den 1970er Jahren bildete er großformatige Bands mit Jef Gilson, zunächst im Bereich des Free Jazz, um dann zum Post Bop vorzustoßen; mit der Bigband Europamerica trat er 1979 auch auf dem Moers Festival auf. Gemeinsam mit François Jeanneau, Jean-Louis Chautemps und Jacques Di Donato gehörte Maté zum Saxophonquartett Le Quatuor de saxophones, das 1982 das Album Mad-sax 2 vorlegte und auf Festivals in West- und Mitteleuropa konzertierte. Auch trat er mit Martial Solal auf. Später leitete er den Jazzclub La fenêtre in Paris.
Maté ist auch auf Alben von François Jeanneau (Pandemonium), Butch Morris (1977) oder Fawzi al-Aiedy (Paris-Bagdad) zu hören.

## Diskographische Hinweise
- Acting Trio (BYG actuel 1969, mit André Maurice, Jean-Pierre Sabar)
- Jean Guerin Tacet (Futuar 1971, mit Bernard Vitet, Françoise Achard, Jean Paul Rondepierre, Dieter Guévissler)
- Philippe Maté / Jef Gilson Workshop (Palm 1973)
- Butch Morris / Jean-Louis Chautemps / François Jeanneau / André Jaume / Philippe Maté / Alain Hatot / Marc Richard / Jean-Charles Capon / Jeff Gilson / Pierre-Yves Sorin / George Brown Europamerica (Palm 1977)
- Émotions (Charlotte 1998, mit François Méchali, Hugue Maté)